# Il processo (film 1962)
Il processo (Le Procès) è un film del 1962 diretto da Orson Welles, tratto dal romanzo omonimo di Franz Kafka.

## Trama

Anthony Perkins in una scena del film

Josef K., un impiegato che conduce un'esistenza tranquilla e rispettabile, una mattina viene svegliato dalla polizia che gli annuncia di essere in arresto sebbene non in stato di detenzione. K. non comprende la ragione dell'arresto, proclama la sua innocenza e si professa vittima di una palese ingiustizia. Condotto davanti alla corte suprema, pronuncia un vibrante discorso accusando tutti i giudici di ordire un complotto contro le persone comuni, arrestate casualmente e senza nessuna prova.
Negli ambienti giudiziari, K. ha a che fare con personaggi oscuri, con donne usate come merce di scambio e con altri accusati, succubi, ma forse anche complici, di una giustizia del tutto incomprensibile. Spinto dallo zio, si affida a un avvocato (interpretato dallo stesso Welles), venerato dai clienti e rispettato dalla corte, che però sembra interessato a tutto fuorché alla sorte dei suoi clienti.
Nel suo girovagare nei meandri del tribunale in cerca di una via d'uscita dalla sua odissea giudiziaria, K. fa incontri bizzarri come il pittore della corte suprema (il cui atelier è una sorta di voliera nella quale vive tormentato dagli sguardi dei bambini), e a poco a poco viene scoraggiato dal proseguire la sua battaglia ed è costretto a rassegnarsi.
Il destino di Josef K. è segnato: due funzionari lo prelevano, lo portano nella brughiera e lo giustiziano con della dinamite.

## Produzione
Nel 1960, Welles, mentre sta partecipando con un cameo al film Napoleone ad Austerlitz di Abel Gance, viene contattato dal produttore Alexander Salkind che gli propone di trasporre sullo schermo cinematografico il soggetto del romanzo Il processo di Franz Kafka.
Il film verrà girato nel 1962 tra Italia, Francia e Jugoslavia. Welles, da sempre interessato al progetto, si getta a capofitto nella regia interpretando anche la parte dell'avvocato Hastler (sebbene più per necessità che per volontà, in quanto Charles Laughton, cui avrebbe voluto assegnare il ruolo, era molto malato e impossibilitato ad accettare l'ingaggio).
Come altri film di Welles, Il processo venne girato al di fuori del sistema degli studios hollywoodiani con un costo ridotto. A dispetto della difficoltà produttiva, e forse proprio per questo, insieme a Quarto potere è uno dei pochi film aderenti alla volontà realizzativa del regista.

## Stile
Il film visivamente è ricchissimo e tecnicamente si segnala per virtuosismi davvero inusitati per l'epoca. Il montaggio al principio è piuttosto lento per velocizzarsi man mano che la storia procede. Girato in uno scintillante bianco e nero dai contrasti molto forti e con il frequente uso del grandangolo (il 18.5 mm) per deformare le immagini e accentuare il senso di minaccia latente e la claustrofobia delle atmosfere, il film fa sfoggio di scenografie imponenti e allucinanti al tempo stesso (il palazzo di giustizia, l'ufficio di K., lo studio di Hastler, ecc.) che rendono in pieno il pesante senso di soffocamento presente nel romanzo originario.
La fotografia e le scenografie ci proiettano in un mondo allucinato, il bianco e nero taglia le figure in modo netto, esalta ogni contorno, conferisce agli ambienti un'aura spettrale, espressionista, metallica. Gli ambienti in cui si muove K. sembrano ripresi direttamente da Metropolis di Lang, una città fredda, di ferro e vetro, in questo caso disabitata.
L'unica rappresentazione di folla mostrataci da Welles sono gli accusati in tribunale, persone in attesa da anni, come anime di un surreale purgatorio. Le altre persone o non hanno un volto, come i giudici della corte suprema, oppure sono persone sfigurate dalla bruttezza interiore.
Solamente le donne offrono a K. un aiuto, seppure talvolta inconsistente, ma anch'esse sono le vittime di un sistema che permette loro di esistere solamente a causa dei loro corpi. Le figure femminili, ambigue e reticenti, sono incarnate da alcune delle più affascinanti attrici europee: la francese Jeanne Moreau, l'italiana Elsa Martinelli, l'austriaca Romy Schneider.
Un elemento molto particolare di questo lungometraggio è la sequenza di apertura, giudicata da alcuni critici la parte migliore del film. L'intera sequenza è stata realizzata da Alexandre Alexeieff usando il suo celebre schermo di spilli: uno schermo in cui erano infissi perpendicolarmente migliaia di spilli retrattili, che proiettavano un'ombra a seconda del modo in cui venivano spostati; grazie quindi al gioco di chiaroscuri prodotto dalle ombre degli spilli, si potevano realizzare immagini in movimento.

## Critica
Le reazioni al film furono contrastanti. Parte della critica rimproverò a Welles una certa "freddezza" nell'esposizione del racconto, l'incapacità di coinvolgere lo spettatore nella vicenda narrata. La critica più frequente che venne mossa al regista fu quella di non essersi attenuto rigorosamente all'opera di Kafka. In effetti, Il processo di Orson Welles differisce notevolmente dall'originale kafkiano. Il protagonista Josef K. è molto più aggressivo, spavaldo e ironico che nel libro; manca inoltre il cosiddetto "monologo interiore" che sottintende tutto lo svolgersi della storia. Sparisce la passività del K. letterario e il finale viene significativamente modificato rispetto al romanzo. Anche la scelta di Anthony Perkins come protagonista venne criticata, ritenuto l'attore statunitense troppo poco espressivo e "caricato" nella recitazione, i personaggi senza spessore e gli attori generalmente mal diretti.
Non tutte le critiche furono negative però, alcuni critici lodarono la maestria di Welles nel rendere sullo schermo le atmosfere allucinate simili a un incubo del romanzo di Kafka, e l'immaginifico talento visivo del regista. Il critico Sandro Studer, sul n° 3 di Metropolis (maggio 1979) arrivò a definire il film "il vero capolavoro di Welles, degno di stare alla pari con Quarto Potere". Anche lo stesso Welles era soddisfatto dell'opera e così si espresse, durante un'intervista pubblicata ai Cahiers du cinéma, nei confronti di essa: «Dite quel che volete, ma Il processo è il miglior film che abbia fatto».
In definitiva, Orson Welles mostra con grande lucidità un universo in cui la follia è una miscela di freddezza, perversione e carnalità, dove tutti sono colpevoli e dove molti sono solo pedine in un gioco a loro incomprensibile, come i poliziotti incaricati dell'arresto di K., torturati perché questi aveva detto davanti alla corte di essere stato derubato da loro.
Il film racconta la discesa di un cittadino nel claustrofobico ambiente giudiziario, in una carrellata di ambienti che vanno via via restringendosi, dalla ampiezza dell'aula della corte suprema agli spazi angusti dei corridoi e dell'atelier del pittore. Questo effetto trasmette allo spettatore il crescere dell'angoscia di K., che si placa solo nel momento in cui accetta la condanna e il suo destino, momento in cui ci è mostrato nuovamente un ambiente aperto. In più, la scelta delle inquadrature fa chiaramente vedere al pubblico come sia piccolo e insignificante il comune cittadino di fronte all'imponenza della legge; questo è palese ad esempio nella sequenza in cui Josef e la cugina si trovano davanti al palazzo di giustizia e i loro corpi si perdono tra la maestosità delle statue che adornano la scalinata.

## Dal romanzo al film
Le differenze fondamentali tra la trama de Il processo e quella del film riguardano soprattutto la seconda metà della pellicola e il finale. Nel romanzo il signor K. si reca al duomo per far da cicerone ad un cliente della banca in cui lavora, mentre nel film si ritrova improvvisamente nella cattedrale dopo la fuga dallo studio del pittore Titorelli. Inoltre, nello studio di costui, mentre nel film viene visivamente spiato dalle ragazzine che si trovano sulle scale, nel romanzo ciò non avviene, per quanto queste assedino lo studio del pittore quotidianamente.
La scena nel duomo è cruciale tanto nel film quanto nel romanzo: in entrambi infatti è lì che al signor K. viene raccontata la storia de Davanti alla legge (Kafka). Nel film è l'avvocato - misteriosamente ivi comparso - a raccontarla, mentre nel libro è il sacerdote a enunciarla. Nel film il signor K. già conosce la storia, mentre nel romanzo no. Questa potrebbe essere un'allusione al fatto che Kafka avesse effettivamente pubblicato la storia molto prima della pubblicazione postuma del romanzo. Inoltre nel libro il prete e K. discutono poi del contenuto della leggenda, lasciando ad intendere che non si possa giungere ad un'interpretazione univoca. Tale passaggio è in realtà fondamentale nel romanzo in quanto allusione metaletteraria alla macchina di metafore messa in moto da Kafka ne Il processo (e in altre sue opere): la scrittura di Kafka metaforizza situazioni psicologiche e storiche fino al punto di rendere il significato della metafora irriconoscibile. Così, mentre solitamente la metafora è significante di un significato, le metafore di Kafka diventano significato e tutte le interpretazioni possibili diventano significante. Tale passaggio è completamente omesso nell'opera cinematografica di Welles.
Il finale inoltre è completamente stravolto. Nel libro K. viene ucciso per sgozzamento dai due uomini che lo trascinano alla miniera per mettere in atto, presumibilmente, la condanna di morte emessa dal tribunale; nel film K. ha invece una reazione di aggressiva derisione nei confronti dei due strani individui, che fuggono in preda al terrore e lo eliminano lanciando una bomba nella conca della cava in cui lo hanno lasciato. La scena si conclude con K. che sembra afferrare la bomba, ma che abbia tentato di lanciarla via per salvarsi oppure no è lasciato alla libera interpretazione dello spettatore.
Nonostante queste differenze, lo snellimento di alcune scene operato da Welles lascia comunque completamente intatta la simbologia religiosa presente nell'opera originaria: il baciamano da parte del commerciante Bloch nei confronti dell'avvocato Hastler; la riverenza irrazionale per la legge e i suoi rappresentanti; la presenza degli uffici del tribunale nei solai, i posti più vicini al cielo; il racconto della ritualità delle funzioni del tribunale, come il misterioso suono della campanella avvenuto nel processo di Bloch; la legge percepita prima di tutto come istigatrice del senso di colpa.